# Les Tribulations d'un mage en Aurient
Les Tribulations d'un mage en Aurient est le dix-septième livre des Annales du Disque-monde de l'écrivain anglais Terry Pratchett, publié en France en 2001.
L'œuvre originale fut publiée en 1994 sous le titre Interesting Times. Traduction française de Patrick Couton.

## Résumé
Des troubles se préparent en Aurient, le pays de la grande muraille. Un étrange message arrive à Ankh-Morpork « Envoyez-nous tout de suite le grand maje. ». Le pseudo-mage Rincevent est alors réquisitionné pour partir faire ce grand voyage vu :
- qu'il est le seul à écrire mage de cette façon ;
- qu'il parle la langue (cf. La Huitième Couleur et Le Huitième Sortilège) ;
- que les autres mages n'ont pas envie d'y aller.

Une fois sur place, il ne tardera pas à se rendre compte que trois évènements plus ou moins concurrents sont en train de se dérouler :
- les seigneurs de la guerre, chefs des cinq grandes familles nobles se préparent à la mort imminente de l'empereur et aux guerres de succession ;
- un groupe d'activistes prépare, de façon polie, une révolution prolétaire à la suite de la diffusion d'un petit livre rouge sobrement titré « Ce que j'ai fait pendant mes vacances » ;
- Cohen le Barbare et la Horde d'Argent préparent le plus grand casse de tous les temps puisqu'ils tentent de dérober ce qu'aucun héros barbare n'a jamais tenté de dérober.

Signalons que le titre en français est vraisemblablement une référence à Les Tribulations d'un Chinois en Chine, roman de Jules Verne puis film de Philippe de Broca avec Jean-Paul Belmondo. Le titre original, quant à lui, fait référence à une célèbre malédiction chinoise (en), d'ailleurs apocryphe.
Le livre fait également référence à une autre œuvre cinématographique : Les Sept Samouraïs. Notamment lorsque sous l'impulsion de Prof, Cohen le Barbare et le reste de la Horde d'Argent décident de se déguiser en vieillards pour s'infiltrer dans la Cité Interdite. Et aussi par le fait que les barbares sont au nombre de sept.

## Thèmes
Deux grands thèmes se dégagent de ce roman.
Le premier est la dualité entre la civilisation et la barbarie. L'Aurient, parodie de l'empire chinois, représente la civilisation, complexe et féodale, et Cohen et sa bande de héros barbares représentent le contraire même de la civilisation. Ces derniers s'adjoignent d'ailleurs les services d'un ancien professeur, Monsieur Ronald Cervelas, afin de les aider à comprendre la civilisation.
Le second thème est le totalitarisme, ou comment choisir entre l'absolutisme d'un régime tyrannique de droit divin et une dictature autoritaire communiste. Tous ces totalitarismes s'entremêlent et entretiennent des relations étroites : que ce soit la lutte des seigneurs de guerre, la révolution de palais de Gengis Cohen et Cervelas, ou l'insurrection de "l'armée rouge", toute politique se heurte à la réalité humaine, imperméable aux doctrines (parodie de L'Art de la guerre de Sun Tzu), toute tendue qu'elle est vers la survie.
Quelques autres thèmes mineurs parcourent le roman, comme l'impossibilité d'enseigner (la magie ou les bonnes manières), les rapports de forces (occultes) dans la production, ou le transfert psychologique du désir autrement appelé fétichisme.

## Personnages
Les personnages principaux sont bien sûr Rincevent et son bagage, Cohen le Barbare, tandis que le seigneur Hong, de la plus puissante des cinq familles nobles (les autres sont les Sung, les Tang, les McSweeney (une très ancienne famille) et les Fang), joue le rôle du méchant de l'histoire.
On signalera aussi la présence de Deuxfleurs, auteur du fameux livre rouge, et des membres de la Horde d'Argent: Gars Popaul, Hamish le Fou sur la chaise roulante, Flagorne le Malpoli, Caleb l'Eventreur, le Vieux Vincent et Ronald Cervelas dit Prof.
Les mages de l'Université de l'Invisible apparaissent au début et à la fin du roman, de même que les deux personnifications anthropomorphiques que sont le Destin et Dame chance. Bien sûr, comme dans chaque livre des annales du Disque-monde, la Mort n'est pas oublié.